# Trobat (ocell)
El trobat o titeta d'estiu i titeta sorda a les Balears (Anthus campestris) és una espècie d'ocell de l'ordre dels passeriformes que, en general, defuig la Catalunya humida i l'àrea pirinenca, tot i que es pot trobar també, esporàdicament, a l'alta muntanya, molt puntualment.

## Altres noms
Alova, alovat trobat, calandrina, calandrieta, cama-roja, titella, titeta d’estiu, titina, titina borda des camp, tititeta, verola.

## Morfologia
Amida 16,5 cm de llargària. És de color bru falb pàl·lid, lleugerament llistat al cap i a les ales i més clar a les parts inferiors.

## Taxonomia
Se n'han descrit tres subespècies:
- Anthus campestris subsp. campestris
- Anthus campestris subsp. griseus
- Anthus campestris subsp. kastschenkoi

## Ecologia
Viu a tot Europa (llevat d'Escandinàvia i les Illes Britàniques), a Àsia (fins a Mongòlia) i al nord-est d'Àfrica. Als Països Catalans no és gaire freqüent com a nidificador i només es troba en algunes zones seques, obertes, cobertes amb matolls i que no es trobin a gaire alçada (no ultrapassa els 400 m d'altitud).
Habita en terrenys oberts, especialment conreus. Molts dels exemplars que veiem als Països Catalans provenen de la resta d'Europa i estan en camí de l'Àfrica (viatgen de dia). És poc abundant a l'estiu i en migració. Quan vola emet un cant característic, més aviat metàl·lic.
Se'n poden veure, per exemple, en camps de blat, alimentant-se de gra i d'insectes, cucs i aranyes que cacen a terra.
Basteix un bon niu amb l'ajut d'herba seca on la femella pon 4 0 5 ous i els cova durant 13 dies, al terme dels quals neixen els pollets, que ambdós pares alimenten. Deixen el niu després de 14 dies (aquesta etapa té lloc durant el maig-juny).